# Mord for åbent tæppe (roman)
Mord for åbent tæppe (engelsk: Three Act Tragedy el. Murder in Three Acts), er en Agatha Christie krimi fra1935, hvor Hercule Poirot deltager i et middagsselskab. Kort efter, at værten har udskænket drinks, falder den lokale præst død om. Obduktionen afslører, at der er tale om et giftmord.

## Plot
Poirot burde som øjenvidne have et forspring i opklaringen af drabet; men der er tilsyneladende intet motiv til at dræbe den harmløse præst, ligesom det er svært at finde én blandt de mistænkte, der har haft lejlighed til at forgifte præstens cocktail. Senere forekommer et drab på en af gæsterne ved selskabet, og Poirot leder efter en sammenhæng mellem de to dødsfald. Pointen afsløres i Agatha Christies fortælleteknik.

## Anmeldelser
Bogen er meget underholdende og foregår blandt en broget kreds af bl.a. forfattere, skuespillere og bohemer. Selve plottet er imidlertid omstridt blandt eksperter. 

## Bearbejdning
I 1986 blev Mord for åbent tæppe filmatiseret med Peter Ustinov i rollen som Poirot, og – besynderligt nok den senere Poirot – fortolker David Suchet som Inspector Japp.
Under titlen Three Act Tragedy indgår ”Mord for åbent tæppe” i den TV-serie om Poirot, hvor David Suchet spiller hovedrollen. Denne filmatisering er i hovedtræk yderst tro mod det originale manuskript. Den blev vist i England i januar 2010 og har været på programmet i DR1 4. maj 2012

## Danske Udgaver
- Tragedie i tre akter:
- Hasselbalch; 1938.
- Mord for åbent tæppe:
- Carit Andersen (De trestjernede kriminalromaner); 1961 og 1966.
- Forum Krimi (Agatha Christie, Bind 10); 1975(3).